# Atherigona iota
Atherigona iota är en tvåvingeart som beskrevs av Adrian C. Pont 1981. Atherigona iota ingår i släktet Atherigona och familjen husflugor.
Artens utbredningsområde är Pakistan. Inga underarter finns listade i Catalogue of Life.